# Fyen Rundt 2016
Il Fyen Rundt 2016, centosettesima edizione della corsa, valida come evento dell'UCI Europe Tour 2016 categoria 1.2, si svolse il 12 giugno 2016 su un percorso di 215 km. Fu vinto dal danese Mads Pedersen, che terminò la gara in 4h55'09" alla media di 43,71 km/h, battendo il norvegese Audun Fløtten e l'olandese Adriaan Janssen, arrivato terzo.
Alla partenza erano presenti 143 ciclisti dei quali 98 portarono a termine la gara.

## Squadre partecipanti
| N. | Cod. | Squadra                       |
| -- | ---- | ----------------------------- |
|    | BZM  | Bliz-Merida Pro Cycling       |
|    | SGT  | Christina Jewelry Pro Cycling |
|    |      | Team CK C4                    |
|    |      | Team CK Hymer                 |
|    |      | Team CK Valhall               |
|    | CJP  | Cyclingteam Jo Piels          |
|    |      | Cykling Odense                |
|    |      | Frederikshøj Cycling Club     |
|    |      | Föreningen Göteborg CT        |
|    |      | Hammel Cykle Klub             |
|    |      | Herning Cykle Klub            |
|    |      | Odder Cykle Klub              |
|    | RIW  | Riwal Platform Cycling Team   |
|    |      | Stockholm Cykelklubb          |

| N. | Cod. | Squadra                         |
| -- | ---- | ------------------------------- |
|    | SSG  | Stölting Service Group          |
|    |      | Södertälje CK                   |
|    |      | Team Abc Elite                  |
|    | ABB  | Almeborg-Bornholm               |
|    | TCQ  | ColoQuick-Cult                  |
|    | TGC  | Team Giant-Scatto U23           |
|    |      | Team Ibt Isolering-Ridle        |
|    |      | Team Nbc Elite                  |
|    | KRA  | Ringeriks-Kraft                 |
|    | SOI  | Soigneur-Copenhagen Pro Cycling |
|    | TTB  | Team Tre Berg-Bianchi           |
|    | TTF  | Team Virtu Pro-Veloconcept      |
|    |      | Team WeBike-CK Aarhus           |
|    |      | Upsala CK                       |

## Ordine d'arrivo (Top 10)
| Pos. | Corridore         | Squadra        | Tempo    |
| ---- | ----------------- | -------------- | -------- |
| 1    | Mads Pedersen     | Stölting       | 4h55'09" |
| 2    | Audun Fløtten     | RingeriksKraft | a 16"    |
| 3    | Adriaan Janssen   | Jo Piels       | s.t.     |
| 4    | Arvid De Kleijn   | Jo Piels       | a 47"    |
| 5    | Nicolai Brøchner  | Riwal          | s.t.     |
| 6    | Mads Corell       | Giant-Scatto   | s.t.     |
| 7    | Michael Carbel    | Stölting       | s.t.     |
| 8    | Elmar Reinders    | Jo Piels       | s.t.     |
| 9    | Andreas Hyldgaard | Virtu Pro      | s.t.     |
| 10   | Nicklas Pedersen  | WeBike         | s.t.     |